# Cryptocephalini
Cryptocephalini là một tông trong phân họ bọ cánh cứng lá Cryptocephalinae.. Giống như các nhóm khác trong Cryptocephalinae, chúng thuộc nhóm bọ cánh cứng lá mang hộp được gọi là Camptosomata.

## Hình ảnh

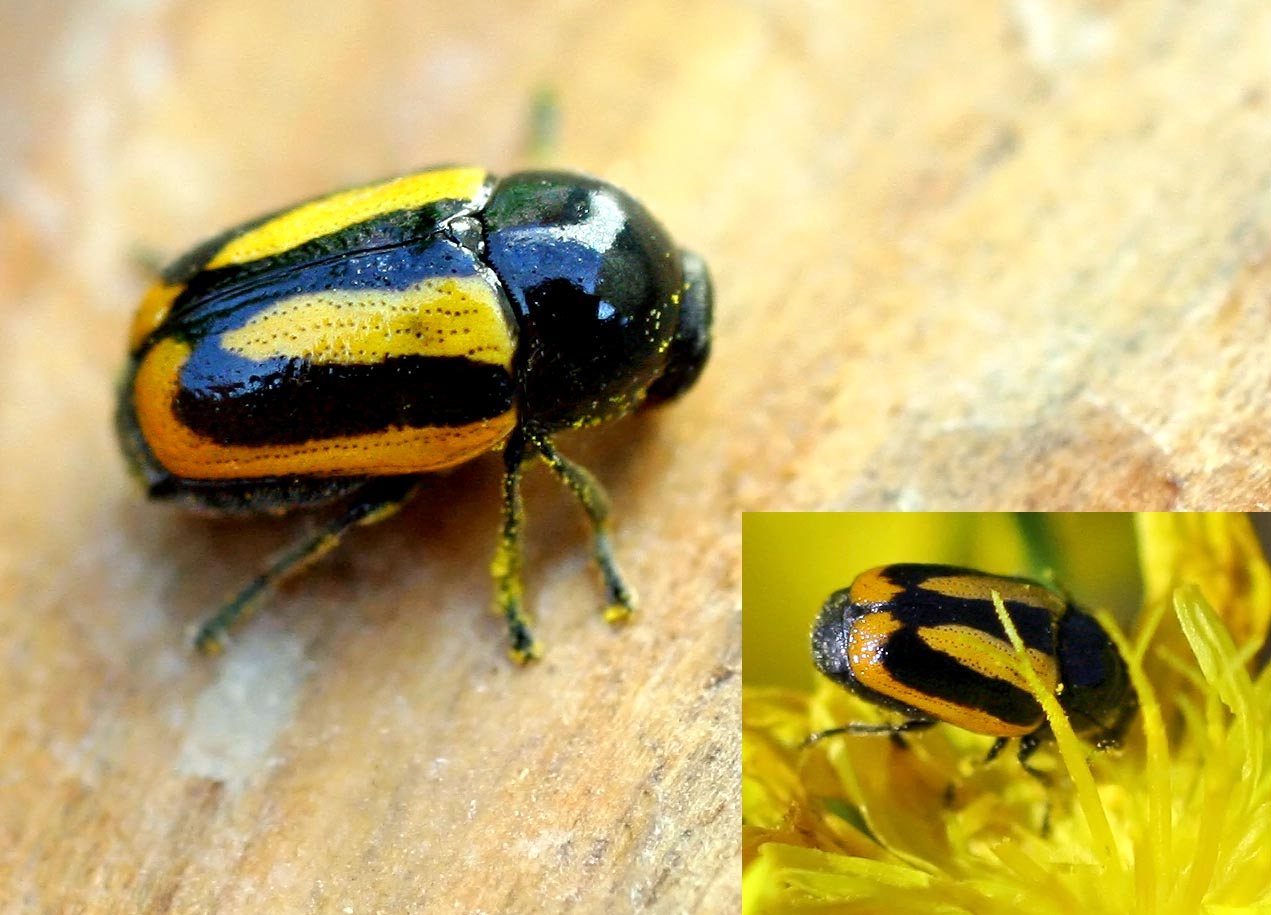

## Một số chi
- Aporocera Saunders, 1842[3]
- Bassareus Haldeman, 1849[3]
- Cadmus Erichson, 1842[3]
- Cryptocephalus Chapuis, 1875
- Diachus J.L.LeConte, 1880[3]
- Griburius Haldeman, 1849
- Lexiphanes Gistel, 1836
- Pachybrachis Chevrolat, 1836
- Triachus J.L.LeConte, 1880[3]